# Adolf von Nassau-Wiesbaden-Idstein (1353–1390)

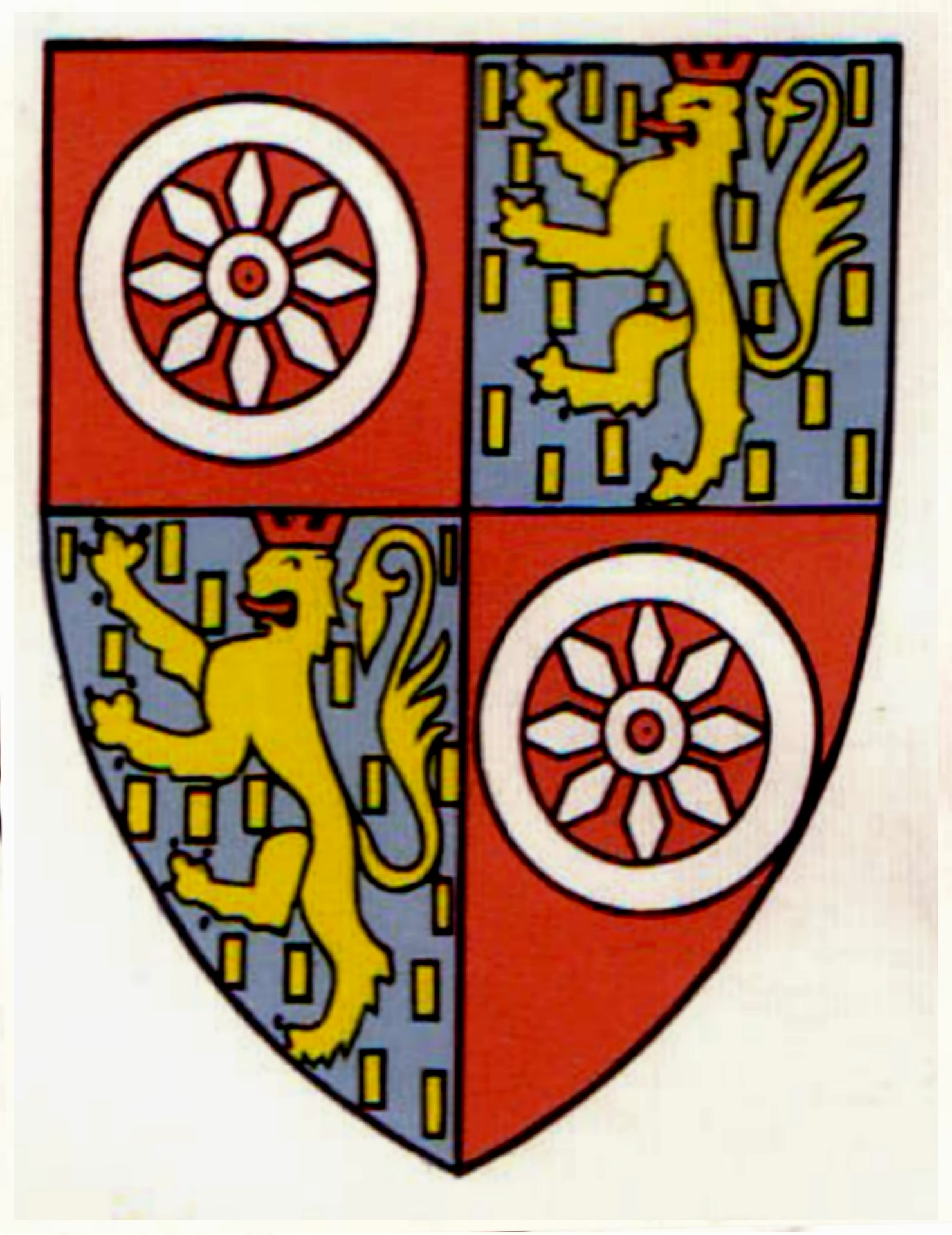
Wappen des Erzbischofs von Mainz

Adolf von Nassau-Wiesbaden-Idstein (* 1353; † 6. Februar 1390 in Heiligenstadt) war 1371 bis 1388 Bischof von Speyer und von 1381 bis 1390 als Adolf I. Erzbischof von Mainz.

## Leben
Von Nassau-Wiesbaden-Idstein war Sohn des Grafen Adolf I. von Nassau-Wiesbaden-Idstein und dessen Frau (⚭ 1332) Margarete „Margret“ von Nürnberg (* vor 1330; † nach dem 13. November 1382), einer Tochter des Burggrafen Friedrich IV. von Nürnberg (1287–1332), sowie ein Urenkel des Königs Adolf von Nassau. Er studierte in Padua und Bologna Rechtswissenschaft. Er wurde schon früh auf das Kirchenamt vorbereitet, ist in der am 11. Juni 1362 erstellten Liste der Domherren von Köln aufgeführt und sollte ein Kanonikat im Mainzer Domkapitel erlangen.
Im Jahr 1371 wurde er, als 18-jähriger, vom Domkapitel zum Nachfolger seines am 12. Februar 1371 verstorbenen Onkels Gerlach, des bisherigen Erzbischofs von Mainz gewählt; sein Mitbewerber, der Trierer Erzbischof Kuno von Falkenstein, hatte die Wahl angenommen, musste den Platz jedoch zugunsten des Grafen Johann von Luxemburg, zu jener Zeit Bischof von Straßburg, abgeben und wurde im November 1371 stattdessen Bischof von Speyer (bis 1379).
Als Erzbischof Johann am 4. April 1373 starb, es wurde vermutet durch einen Giftanschlag, wurde Adolf von einem Teil des Mainzer Domkapitels zum Erzbischof von Mainz erwählt. Kaiser Karl IV. erhob jedoch erneut, mit Hilfe von Papst Gregor XI., gegen ihn einen anderen Kandidaten, den Bamberger Bischof Ludwig von Meißen, einen Sohn des Markgrafen von Meißen, zum Mainzer Erzbischof. Es kam zu jahrelangen kriegerischen Auseinandersetzungen, in denen Kaiser Karl IV., sein Sohn Wenzel, die drei Markgrafen von Meißen (Ludwigs Brüder) und Landgraf Heinrich II. von Hessen die Seite Ludwigs ergriffen. Adolf von Nassau seinerseits wurde von einer Koalition anderer Fürsten und Grafen unterstützt, darunter Herzog Otto von Braunschweig-Göttingen, Graf Johann von Nassau-Dillenburg, Graf Heinrich VI. von Waldeck und Graf Gottfried VIII. von Ziegenhain. Der Streit führte insbesondere 1375 und 1377/78 zu offenen Kämpfen, die vor allem Thüringen und das mainzische Eichsfeld in Mitleidenschaft zogen. Erst nach dem Tode von Papst Gregor XI. 1378, der zum so genannten großen Abendländischen Schisma führte, kam es 1381 zu einer Einigung hinsichtlich des Mainzer Erzstifts. Der Gegenpapst Clemens VII. bestätigte Adolf 1379 als Erzbischof und bestellte ihn 1380 auch zum Administrator des Bistums Speyer. Da König Wenzel nun Ludwig seine Unterstützung entzog, verzichtete dieser 1381 auf Mainz, da ihn Papst Urban VI. als Ausgleich zum Erzbischof von Magdeburg ernannte. Nun von König Wenzel und beiden Päpsten anerkannt, zog Adolf I. als Erzbischof 1381 in Mainz ein. Allerdings erteilte ihm Wenzel erst nach Ludwigs Tod 1382 schließlich die Regalien. Die ihm vom Papst 1384 angebotene Kardinalswürde lehnte er ab.
Adolf von Mainz stand fortan an der Spitze der Fürstenpartei, die ihre Macht gegen König und Städte zu verstärken suchte. Zur Vergrößerung des Territorialbesitzes seines Kurfürstentums Mainz führte er mehrere Fehden gegen die Landgrafschaft Hessen. Finanziert wurden die Auseinandersetzungen unter anderem von der Geldhändlerin Reynette.
Er wurde als „einer der unruhigsten und gewaltthätigsten Fürsten“ bezeichnet, „in rücksichtsloser Weise erpreßte er von dem Landgrafen von Hessen 1385 und 1387 Abtretungen, mißbrauchte die Bestimmungen des Landfriedens und gewann durch List und Gewalt steigenden Einfluß.“

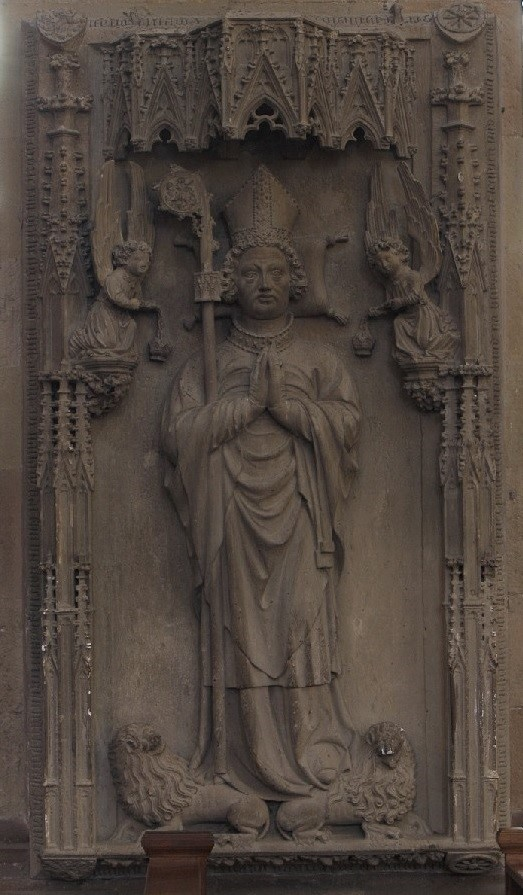
Grabdenkmal

Am 24. Januar 1390 stiftete er die Universität Erfurt. Er starb nur zwei Wochen später. Im Mainzer Dom wurde ihm ein Grabdenkmal errichtet.